# Alexander Coosemans

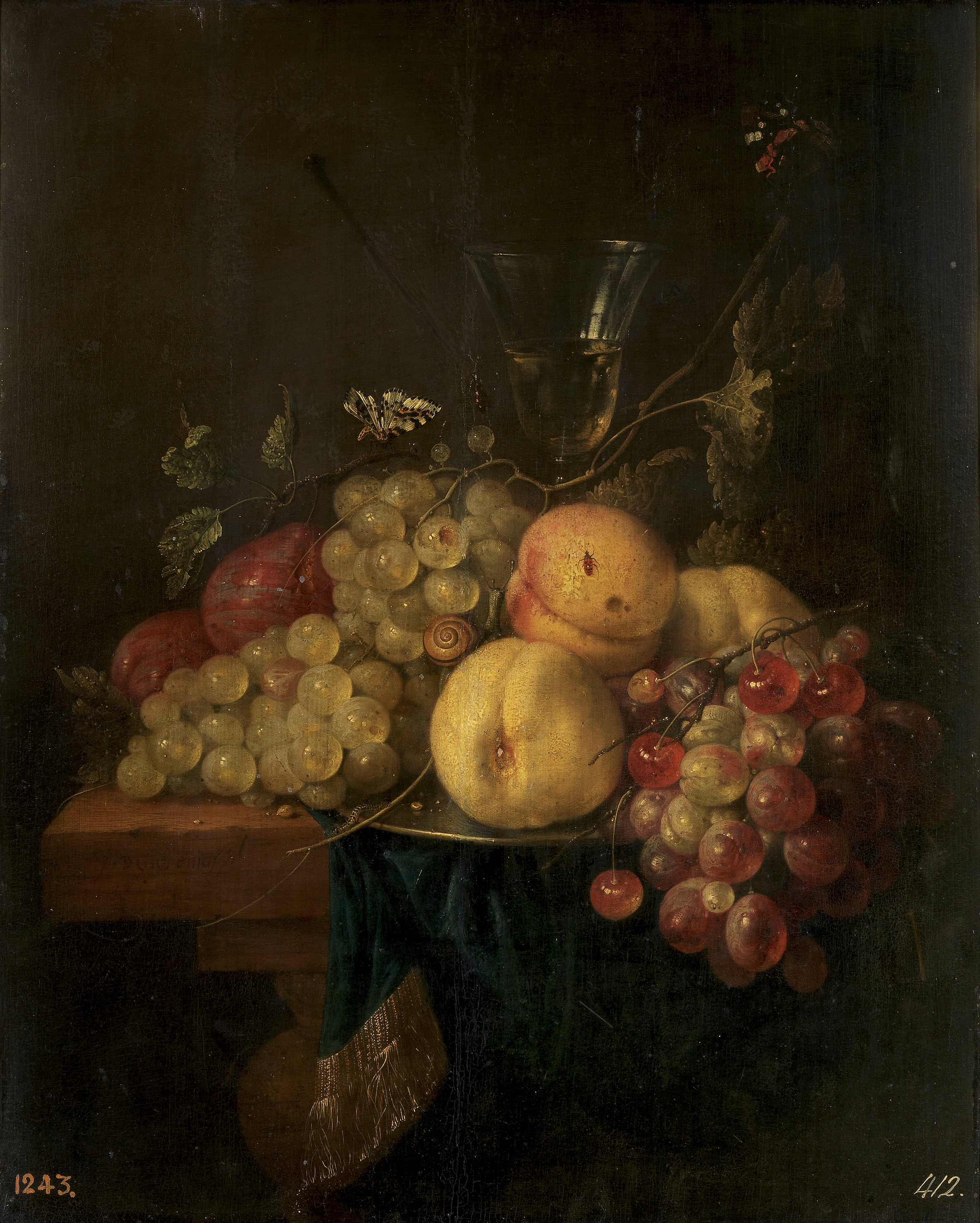
Frutero, óleo sobre lienzo, 49 x 40 cm, Madrid, Museo del Prado.

Alexander Coosemans (Amberes 1627-1689) fue un pintor barroco flamenco, especializado en naturalezas muertas.
Discípulo y seguidor del estilo de Jan Davidsz de Heem, en 1645 ingresó como maestro en el gremio de San Lucas de su ciudad natal. En 1649 viajó a Roma donde permaneció hasta 1651, para retornar luego a Amberes, donde permanecería ya hasta su muerte el 28 de agosto de 1689.
Como pintor trató  todos los géneros de la naturaleza muerta, desde los tradicionales bodegones de variadas y exóticas frutas y objetos de ajuar, alguna vez con fondos de paisaje y fuertes contrastes de luz, a las vanitas (Vanitas con cráneo, reloj de arena, vela, libro, carta y un crucifijo en un zócalo de piedra, Bruselas, Koninklijke Musea voor Schone Kunsten), el bodegón de caza con mariscos y algún ave o las guirnaldas de flores y otros arreglos florales, ocasionalmente enmarcando crucifijos o cálices (Copenhague, Statens Museum for Kunst) para componer alegorías religiosas. 